# Zara Larsson
Zara Maria Larsson, švedska glasbenica in pevka, * 16. december 1997 Stockholm, Švedska. 
Larssonova je svojo kariero začela leta 2007, ko je imela deset let. Takrat je zmagala v sezoni 2008 v šovu talentov Talang, švedski različici formata Got Talent. Leta 2012 je podpisala pogodbo z založbo TEN Music Group in nato januarja 2013 izdala svojo prvo EP-ploščo »Introducing«. Na EP-ju je izšel tudi njen prvi izvirni singel »Uncover«, ki je bil na vrhu glasbenih lestvic v Skandinaviji in je bil na Švedskem šestkratno platinast.
Po zgodnjem uspehu v Skandinaviji in izdaji prvega albuma 1 (2014) je Larssonova podpisala triletno pogodbo z založbo Epic Records v ZDA. Leta 2016 je nastopila na otvoritveni in zaključni slovesnosti UEFA Euro v Franciji. Njen drugi studijski album »So Good« je izšel 17. marca 2017. Na albumu je osem singlov, med njimi »Lush Life«, »Never Forget You« in »Ain't My Fault«, ki so vsi dosegli prvo mesto na Švedskem. Pozneje je sodelovala v singlu skupine Clean Symphonyja »Symphony«, ki se je uvrstil na lestvice v Združenem kraljestvu in na Švedskem. Pred tretjim studijskim albumom »Poster Girl« (2021) je izdala mednarodno uspešnico »Ruin My Life« (2018).